# مجالد بن مسعود السلمي
مجالد بن مسعود الأسلمي أبو معبد، صحابي وأخو الصحابي مجاشع بن مسعود، أسلم بعد فتح مكة، وقتل مع علي بن أبي طالب في معركة صفين.

## نسبه
مجالد بن مسعود بن ثعلبة بن وهب بن عابد بن ربيعة بن يربوع بن سماك بن عوف بن امرئ القيس بن بهثة بن سليم بن منصور بن عكرمة بن خصفة بن قيس عيلان بن مضر بن نزار بن معد بن عدنان.

## سيرته
كان مجالد بن مسعود بن سكان البصرة، أسلم بعد أخيه مجاشع بعد الفتح، فقدما إلى رسول الله ﷺ فقال له مجاشع: يا رسول الله هذا أخي مجالد بن مسعود، فبايعه على الهجرة. فقال: لا هجرة بعد الفتح، ولكن أبايعه على الإسلام.
روى الحديث عن رسول الله ﷺ، ورى عنه أبو عثمان النهدي.